# Краснодонски рејон
Краснодонски рејон (укр. Краснодонський район) је административни округ Луганске области у Украјини. Административни центар је град Сорокино. Од 2014. године овај рејон није под контролом Владе Украјине и део је Луганске Народне Републике која га користи као административну јединицу.
По попису из 2020. године у граду Краснодонском рејону живело је 28,943 становника.

## Демографија и географија
По попису Украјине у Краснодарском рејону из 2001. године :
Етничка припадност
- Руси : 51,67%
- Украјинци : 45,9%
- Белоруси : 0,9%

Језик
- Руски 68,8%
- Украјински 30%
- Јерменски 0,1%
- Белоруски 0,1%

Површина рејона је 1400 км², а кроз рејон теку реке Северски Доњец, Велика Каменка, Луганчик, Деверечка и Должик. У близини села Королевка у Краснодонском рејону налази се природно подручје Краљевске стене.